# Southwest 6th & Pine Street és Southwest 5th & Oak Street megállóhelyek
Southwest 6th & Pine Street és Southwest 5th & Oak Street megállóhelyek a Metropolitan Area Express zöld, sárga és narancssárga vonalainak, valamint a TriMet autóbuszainak megállói az Oregon állambeli Portlandben, a Portland Transit Mall és a US Bancorp Tower közelében.
Az ötödik és hatodik sugárutakon elterülő megállók szélső peronosak, a vonatokra a járdáról lehet felszállni; előbbinél az északi-, utóbbinál pedig a déli irányú járatok állnak meg. A sárga vonal szerelvényei eredetileg mindkét peronnál megálltak, de 2015 szeptemberétől a déli irányban a narancssárga vonatok járnak.
A megállók a megnyitástól az ingyenes utazást biztosító Fareless Square (amelyet 2010 januárjában Free Rail Zone-ra kereszteltek át) részét képezték, de a zónarendszert 2012-ben felszámolták.

## Autóbuszok
- 1 – Vermont (Pioneer Sqaure◄►Alpenrose Park)[2]
- 4 – Division/Fessenden (Roosevelt HS◄►Gresham Transit Center)[3]
- 8 – Jackson Park/NE 15th (►Woodlawn Park (körjárat))[4]
- 9 – Powell Blvd (Union Station◄►Gresham Central Transit Center)[5]
- 12 – Barbur/Sandy Blvd (Tigard Transit Center◄►Parkrose/Sumner Transit Center)[6]
- 19 – Woodstock/Glisan (Gateway Transit Center◄►Lincoln Memorial)[7]
- 30 – Estacada (Pioneer Square◄►5th Avenue)[8]
- 35 – Macadam/Greeley (University of Portland◄►Oregon City Transit Center)[9]
- 36 – South Shore (Pioneer Square◄►Tualatin Park & Ride)[10]
- 44 – Capitol Hwy/Mocks Crest (Pier Park◄►PCC Sylvania)[11]
- 66 – Marquam Hill/Hollywood (►Halsey (körjárat))[12]
- 94 – Pacific Hwy/Sherwood (Pioneer Sqaure◄►Southwest 1st Avenue)[13]
- 99 – Macadam/McLoughlin (Pioneer Square◄►Clackamas Community College Park & Ride)[14]
- 291 – Orange Night Bus (Union Station◄►SE Park Ave)[15]

| Előző állomás                                       |                                         | Metropolitan Area Express |  | Következő állomás                                             |
| --------------------------------------------------- | --------------------------------------- | ------------------------- |  | ------------------------------------------------------------- |
| Pioneer Courthouse/SW 6th Avecsak az egyik irányban |                                         | Zöld vonal                |  | NW 6th & Davis Sttovább Clackamas Town Center pályaudvar felé |
| Pioneer Place/SW 5th Avetovább PSU South felé       | NW 5th & Couch Stcsak az egyik irányban | Zöld vonal                |  |                                                               |
| Pioneer Courthouse/SW 6th Avecsak az egyik irányban |                                         | Sárga vonal               |  | NW 6th & Davis Sttovább Expo Center felé                      |
| Pioneer Place/SW 5th Avetovább SE Park Ave felé     |                                         | Narancssárga vonal        |  | NW 5th & Couch Stcsak az egyik irányban                       |

## Fordítás
- Ez a szócikk részben vagy egészben  a   Southwest 6th & Pine Street and Southwest 5th & Oak Street című angol Wikipédia-szócikk ezen változatának fordításán alapul.  Az eredeti cikk szerkesztőit annak laptörténete sorolja fel. Ez a jelzés csupán a megfogalmazás eredetét és a szerzői jogokat jelzi, nem szolgál a cikkben szereplő információk forrásmegjelöléseként.